# سرقلعه (بخش مرکزی لردگان)
 سرقلعه میلاس  روستایی از توابع بخش مرکزی شهرستان لردگان در استان چهارمحال و بختیاری ایران دهستان میلاس است.

## معرفی
سرقلعه میلاس روستای باستانی در دهستان میلاس بخش پشتکوه میلاس واقع میباشد این روستا همجوار و در بالادست رودخانه خرسان قرار دارد گیاه مُورد MORD بصورت درختچه های خود رو در مسیر رودخانه و کناره های رودخانه قرار دارد کشاورزی در این روستا هم بصورت دیم و هم بصورت ابیاری سنتی میباشد گندم جو و حبوبات و یونجه و شبدر و نیز برنج چمپا میلاس نیز کشت میشود مردمان این روستا برای حفظ جنگل های بلوت (بلوط)گچل ها سالهاست همیاران انجمن زیستی و مراتع طبیعی میباشند جوانان روستا دختران و پسران باهوش و کارامد در تمام عرصه علمی سیاسی و اجتماعی دارند 
روستای سرقلعه دارای دژ کهن و باستانی میباشد در (خانه کربلایی نجف میلاسی)  هنوز اثرات بنای تاریخی و کهن قلعه مشخص میباشد از انجایی که قلعه در ارتفاع رودخانه قرار دارد  به سرقلعه معروف شده یا میتواند گفت که سر قعله پادگان افسران میباشد چرا که واژه (سر) بچم (درمعنی) افسران و بزرگان ارتش یا سوارکاران و سربازان باشد
در روایات متعدد میلاس نماد دست نخوردگی مردمان نیز میباشد
همچنین یک قدمگاه مقدس بنام( حوجی برنده HOJI BERENDEH )
```
بنا بر روایات تاریخی و مردمی از افسران ارتش نیای باقیمانده در قلعه میباشد که مردمان روستا به ان دخیل بسته و حاجت میگیرند
```

## زبان
زبان لری از گویش لری بختیاری با لهجه میلاسی از زبان مردم روستا است جوانان و تمام اهالی روستا و فرزندانشان برای حفظ هویت به زبان لری صحبت میکنند

## فاصله
روستای سرقلعه میلاس در 45 کیلومتری شهرستان لردگان واقع در استان چهارمحال وبختیاری میباشد که قدمت کهنی دارد همه طایفه میلاسی نخست در این روستا زندگی میکردند که به علت بیلاق وقشلاق وگرایش به سمت شهر به شهرستان لردگان و بخش خانمیرزا وحومه مهاجرت کردند 

## مردم
ایل میلاسی به واسطه ویژگی‌های برجسته فرهنگی و اخلاقی خود، همواره به عنوان الگویی از انسانیت و شرافت در میان اقوام منطقه زاگرس شناخته شده است. یکی از مهم‌ترین ابعاد این ایل، پرورش دخترانی پاک‌دامن، عدالت‌خواه و مردانی باشرف، آزادی‌خواه و دلاور است که نمایانگر ارزش‌های عمیق و ریشه‌دار این قوم است.

## میلاسی
فامیل های ایل میلاسی عبارتنداز :محمدی،میلاسی ،حاجی پور ، قنبری،اسحاقی،شاه حسینی احمدی،فتاحی ،محمدی بردبری،حبیبی، رییسی، توجونی،حاجیان، سهرابی  میراثی،میرزایی،علیپور،حسن پور،امیدیو....میباشد
که هم اکنون در روستاهای زیر ساکن هستند:
```
سرقلعه،گرگر،انجو،سرپوت،شاه حسینی،دره رواب،له دراز،لیرابی،بردکارخانه،ده سوخته‌میلاس ،وار ملاعزیزالله میلاسی ،بندون کامه‌ای، کل وابچنار،ابطلایه، چاگاه میلاس،باغنار،میلاس اصلی، دهنو میلاس،برافتاب میلاس حاجی اباد لردگان ،شهرلردگان،بردبر،دهنوبردبر،ده اقایی، شهر الونی، باغ بهزاد ،حسن هندو ،مرادان ،سلح چین،جوانمردی، ده صحرا،برجویی
```

## مفاخران
شخصیت‌های برجسته ایل میلاسی
```
ایوب بهزادی میلاسی
 : از مفاخر ایل میلاسی و نویسنده کتاب تباری به گستره زاگرس – میلاسی تباران در پویه تاریخ است. او از چهره‌های فرهنگی و علمی منطقه میلاس و استان خوزستان محسوب می‌شود که تلاش‌های بسیاری در معرفی تاریخ و فرهنگ ایل میلاسی انجام داده است.
```

```
محمدرضا فتاحی میلاسی
: از مخترعین برجسته شهرستان لردگان و دانش‌آموخته 
دانشگاه اصفهان 
 است.
ایشان دارای یک کتابخانه شخصی می باشد و با فعالیت‌های علمی و پژوهشی خود در حوزه‌های مختلف، به‌عنوان یکی از افتخارات این ایل میلاسی شناخته می‌شود.
```

```
دکتر بهروز فتاحیان‌فر میلاسی
: یکی از دهیاران موفق و ممتاز شهرستان لردگان است که با تلاش‌های خود در مدیریت روستایی و توسعه پایدار منطقه، نقش مؤثری در بهبود وضعیت اجتماعی و اقتصادی داشته است.
```

## جمعیت
این روستا در دهستان میلاس قرار دارد و براساس سرشماری مرکز آمار ایران در سال ۱۳۸۵، جمعیت آن ۵۶۱ نفر (۱۱۰خانوار) بوده‌است.